# Euphorbia gasparrinii
Euphorbia gasparrinii är en törelväxtart som beskrevs av Pierre Edmond Boissier. Euphorbia gasparrinii ingår i släktet törlar, och familjen törelväxter.

## Underarter
Arten delas in i följande underarter:
- E. g. gasparrinii
- E. g. samnitica